# Johann Ludwig Krebs
Johann Ludwig Krebs (Buttelstedt, 12 ottobre 1713 – Altenburg, 1º gennaio 1780) è stato un compositore e organista tedesco.

## Biografia

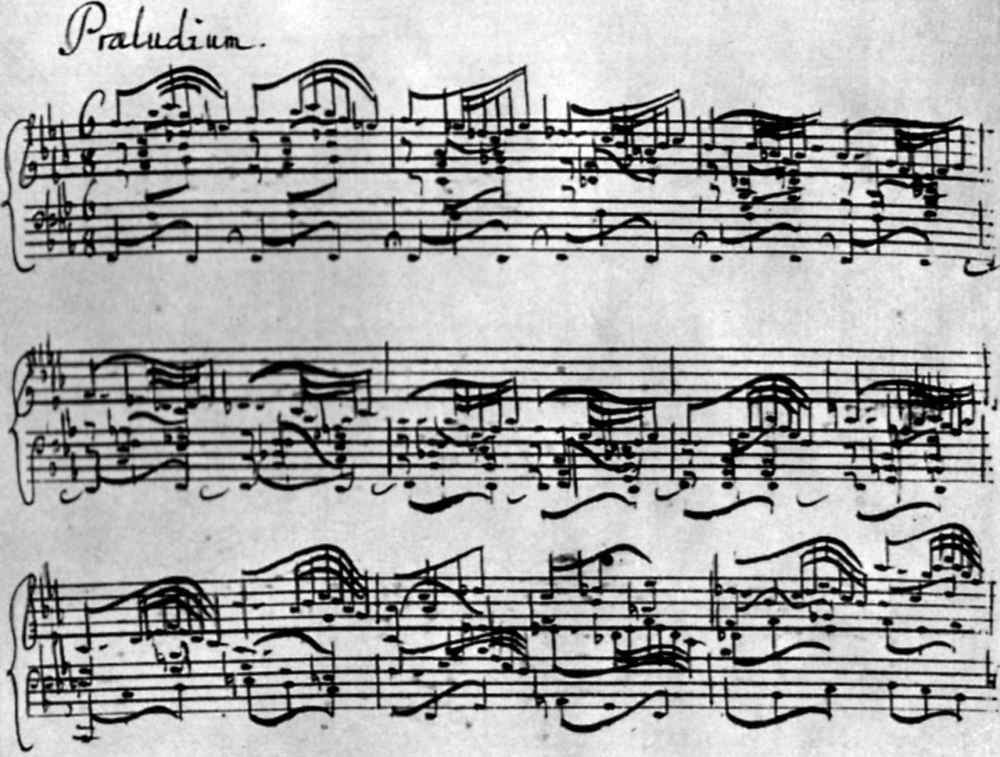
Praeludium

Nato nel 1713, Johann Ludwig Krebs venne mandato a Lipsia per studiare organo, liuto, violino e clavicembalo. Lì ebbe come insegnante Johann Sebastian Bach. In seguito trovò lavoro a Zwickau, e, nel 1755, venne nominato organista di corte per il principe Federico III di Sassonia-Gotha-Altenburg. Benché non abbia mai ricoperto posti di primaria importanza, Krebs compose un insieme significativo di lavori, anche se pochi vennero pubblicati prima del XX secolo.

## Opere
Krebs ricevette una formazione eccellente da Bach, e il suo contrappunto è considerato da molti di ottima qualità. La Fantasia in fa minore per oboe ed organo è uno dei suoi lavori più famosi, così come gli Otto piccoli preludi e fughe, precedentemente attribuiti erroneamente a Johann Sebastian Bach.